# ميلفيل دبليو. براون
ميلفيل دبليو. براون (بالإنجليزية: Melville W. Brown)‏ هو مونتير وكاتب سيناريو ومخرج أمريكي، ولد في 10 مارس 1887 في بورتلاند في الولايات المتحدة، وتوفي في 31 يناير 1938 في هوليوود في الولايات المتحدة.

## وصلات خارجية
- ميلفيل دبليو. براون على موقع IMDb (الإنجليزية)
- ميلفيل دبليو. براون على موقع أول موفي (الإنجليزية)
- ميلفيل دبليو. براون على موقع قاعدة بيانات الأفلام السويدية (السويدية)
- ميلفيل دبليو. براون على موقع قاعدة بيانات الفيلم (الإنجليزية)
- ميلفيل دبليو. براون على موقع كينوبويسك (الروسية)